# Лонато-дель-Гарда
Лонато-дель-Гарда (італ. Lonato del Garda) — муніципалітет в Італії, у регіоні Ломбардія, провінція Брешія.
Лонато-дель-Гарда розташоване на відстані близько 430 км на північ від Рима, 105 км на схід від Мілана, 21 км на схід від Брешії.
Населення — 16 175 осіб (2014).

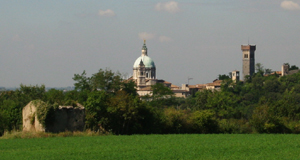

Щорічний фестиваль відбувається 24 червня. Покровитель — святий Іван Хреститель.

## Демографія
Населення за роками:

Станом на 1 січня 2023 року в муніципалітеті офіційно проживав 1891 іноземець з 73 країн, серед них 456 громадян країн Євросоюзу та 78 громадян України.

## Сусідні муніципалітети
- Бедіццоле
- Кальчинато
- Кальваджезе-делла-Рив'єра
- Кастільйоне-делле-Стів'єре
- Кавріана
- Дезенцано-дель-Гарда
- Паденге-суль-Гарда
- Поццоленго
- Сольферино

## Галерея

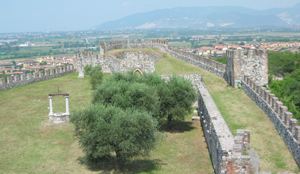
Рокка
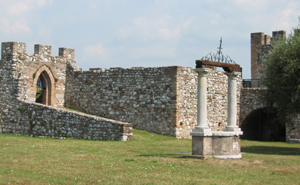
Рокка
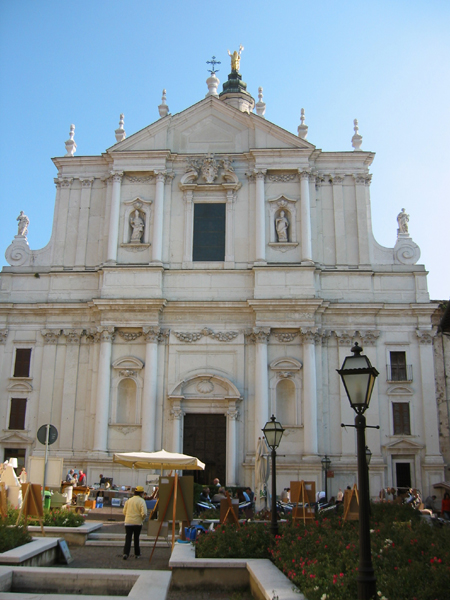
Базиліка Лонато-дель-Гарда
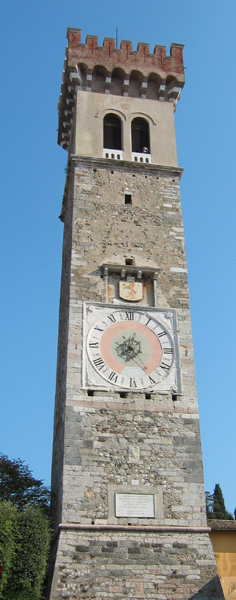
Вежа